# Gambizzazione

Le terme, en italien, de gambizzazione désigne un attentat qui consiste à tirer des coups de feu en visant les jambes de la victime. On parle, en français, de jambisation ou jambisme, et en anglais, de kneecapping.
Un tel acte, qui ne vise pas l'élimination physique de la personne blessée, a pour but généralement de punir, de menacer ou de faire un exemple.
Au cours de la période comprise entre les années 1970 et 1980 et bien connue sous le nom d' « années de plomb », les groupes qui s'adonnaient à ce qu'ils appelaient la « lutte armée », en particulier les Brigades rouges, ont commis de nombreux attentats de ce genre, avec en particulier pour cible des personnalités importantes de la presse ou de la politique. L’Armée républicaine irlandaise provisoire utilisa aussi cette méthode, appelé Knee-capping.
Parmi bien d'autres furent ainsi blessés aux jambes non seulement des journalistes classés à droite, comme en 1977 Emilio Rossi (it) et Indro Montanelli, mais aussi des hommes politiques connus de gauche comme, en 1983, Gino Giugni (it), considéré comme le père du Statut des travailleurs (it) (voir aussi, au sein de Wikipédia en italien : la catégorie répertoriant des personnalités ayant été la cible de gambizzazione).

## Référence de traduction
- (it) Cet article est partiellement ou en totalité issu de l’article de Wikipédia en italien intitulé « gambizzazione » (voir la liste des auteurs).